# Arturo Gutiérrez
Arturo Gutiérrez Zatarain (* 3. května 1973 Torreón) je bývalý mexický zápasník – judista.

## Sportovní kariéra
S judem začínal v 6 letech v rodném Torreónu v klubu CD San Isidro. Vrcholově se připravoval v Ciudad de México ve sportovním tréninkovém středisku CONADE pod vedením ázerbájdžánského trenéra Fikreta Zejnalova. V mexické mužské reprezentaci se prosazoval od roku 1993 v polotěžké váze do 95 kg. V roce 1996 startoval na olympijských hrách v Atlantě, kde prohrál v úvodním kole na tresty (šida) s Kanaďanem Keithem Morganem. Sportovní kariéru ukončil v roce 2000. Žije v americkém Dallasu.

## Výsledky
| Turnaj                  | 1993 | 1994           | 1995           | 1996           | 1997           | 1998           | 1999           |
| Turnaj                  | 20   | 21             | 22             | 23             | 24             | 25             | 26             |
| Turnaj                  |      | polotěžká váha | polotěžká váha | polotěžká váha | polotěžká váha | polotěžká váha | polotěžká váha |
| ----------------------- | ---- | -------------- | -------------- | -------------- | -------------- | -------------- | -------------- |
| Olympijské hry          |      |                |                | úč.            |                |                |                |
| Mistrovství světa       | úč.  |                | úč.            |                | —              |                | —              |
| Panamerické hry         |      |                | ?              |                |                |                | ?              |
| Panamerické mistrovství |      | ?              |                | —              | ?              | ?              | —              |
| Středoamerické a k. hry | ?    |                |                |                |                | ?              |                |
| Univerziáda             |      |                | —              |                |                |                | úč.            |